# La Chambre (Pinter)
Pour les articles homonymes, voir La Chambre et The Room (homonymie).
La Chambre (The Room) est une pièce de théâtre du dramaturge et Prix Nobel de littérature anglais Harold Pinter. 
La pièce a été créée le 15 mai 1957 au Département de théâtre de l'université de Bristol puis reprise, à Londres : 
- au Hampstead Theatre Club le 21 janvier 1960
- au Royal Court Theatre le 8 mars 1960
- à l'Almeida Theatre le 16 mars 2000

et à Aigle en Suisse:
- au Théâtre du Moulin-Neuf le 10 mars 2011

## Personnages
- Bert Hudd
- Rose Hudd
- Mr. Kidd
- Mr. Sands
- Mrs. Sands
- Riley